# Divinity (série)
Divinity é uma série de jogos de RPG criada pela Larian Studios. Foi inaugurada com o lançamento de Divine Divinity em 2002 e atingiu um alcance maior em 2014 com Divinity: Original Sin.

## Jogos
Lista de jogos da série Divinity em ordem de lançamento.
- Divine Divinity (2002)
- Beyond Divinity (2004)
- Divinity II (2009)
- Divinity: Dragon Commander (2013)
- Divinity: Original Sin (2014)
- Divinity: Original Sin II (2017)

## Outras Mídias
Em 2019 foi lançada uma campanha para um jogo de tabuleiro da série.